# جواو باولو سانتوس كوستا
جواو باولو سانتوس كوستا (2 فبراير 1996 ببارسيلوس في البرتغال - ) هو لاعب كرة قدم برتغالي في مركز حراسة المرمى. لعب مع نادي بورتو.

## وصلات خارجية
- جواو باولو سانتوس كوستا على موقع Soccerway.com (الإنجليزية)